# دربرگیری، توسعه و کشتن
«دربرگیری، توسعه و کشتن» (به انگلیسی: "Embrace, extend, and extinguish") یا به اختصار «EEE», یا «دربرگیری، توسعه و نابود سازی» (به انگلیسی: "Embrace, extend, and exterminate"), عبارتی است که طبق یافته وزارت دادگستری ایالات متحده، برای توصیف استراتژی ورود به حوزه محصولات درگیر استانداردهای پرکاربرد، توسعه آن محصولات با قابلیت‌های مالکیتی و سپس استفاده از تفاوت‌ها برای شکست رقبا به صورت داخلی توسط مایکروسافت استفاده شده‌است.